# SMAD2
SMAD2 (англ. SMAD family member 2) – білок, який кодується однойменним геном, розташованим у людей на короткому плечі 18-ї хромосоми. Довжина поліпептидного ланцюга білка становить 467 амінокислот, а молекулярна маса — 52 306.
| 10         |  | 20         |  | 30         |  | 40         |  | 50         |
| ---------- |  | ---------- |  | ---------- |  | ---------- |  | ---------- |
| MSSILPFTPP |  | VVKRLLGWKK |  | SAGGSGGAGG |  | GEQNGQEEKW |  | CEKAVKSLVK |
| KLKKTGRLDE |  | LEKAITTQNC |  | NTKCVTIPST |  | CSEIWGLSTP |  | NTIDQWDTTG |
| LYSFSEQTRS |  | LDGRLQVSHR |  | KGLPHVIYCR |  | LWRWPDLHSH |  | HELKAIENCE |
| YAFNLKKDEV |  | CVNPYHYQRV |  | ETPVLPPVLV |  | PRHTEILTEL |  | PPLDDYTHSI |
| PENTNFPAGI |  | EPQSNYIPET |  | PPPGYISEDG |  | ETSDQQLNQS |  | MDTGSPAELS |
| PTTLSPVNHS |  | LDLQPVTYSE |  | PAFWCSIAYY |  | ELNQRVGETF |  | HASQPSLTVD |
| GFTDPSNSER |  | FCLGLLSNVN |  | RNATVEMTRR |  | HIGRGVRLYY |  | IGGEVFAECL |
| SDSAIFVQSP |  | NCNQRYGWHP |  | ATVCKIPPGC |  | NLKIFNNQEF |  | AALLAQSVNQ |
| GFEAVYQLTR |  | MCTIRMSFVK |  | GWGAEYRRQT |  | VTSTPCWIEL |  | HLNGPLQWLD |
| KVLTQMGSPS |  | VRCSSMS    |  |            |  |            |  |            |

A: Аланін

C: Цистеїн

D: Аспарагінова кислота

E: Глутамінова кислота

F: Фенілаланін

G: Гліцин

H: Гістидин

I: Ізолейцин

K: Лізин

L: Лейцин

M: Метіонін

N: Аспарагін

P: Пролін

Q: Глутамін

R: Аргінін

S: Серин

T: Треонін

V: Валін

W: Триптофан

Кодований геном білок за функцією належить до фосфопротеїнів. 
Задіяний у таких біологічних процесах, як транскрипція, регуляція транскрипції, ацетилювання, альтернативний сплайсинг. 
Білок має сайт для зв'язування з іонами металів, іоном цинку, ДНК. 
Локалізований у цитоплазмі, ядрі.